# Goodfellas (504 Boyz)
Goodfellas è il primo album in studio del gruppo musicale statunitense 504 Boyz, pubblicato il 2 maggio 2000 dalla No Limit Records e Priority Records.

## Tracce
1. Intro – 0:47
2. Roll, Roll – 3:30 (Michael Wilson, Percy Miller Sr., Michael Tyler, Vyshonn Miller)
3. Big Toyz – 3:29 (Michael Wilson, McKinley Phipps Jr., Donnie Duplesis)
4. Whodi – 4:30 (Michael Wilson, Percy Miller Sr., Michael Tyler, Vyshonn Miller, Jisaidie Hicks, Corey Miller, Awood Johnson Jr.)
5. Wobble Wobble – 3:34 (Michael Wilson, Percy Miller Sr., Michael Tyler, Vyshonn Miller, McKinley Phipps Jr., Corey Miller, Awood Johnson Jr., McKinley Phipps Jr.)
6. Check 'Em – 2:06 (Percy Miller Sr., Traci)
7. Uptown – 3:40 (Percy Miller Sr., Corey Miller, McKinley Phipps Jr.)
8. I Can Tell – 3:30 (Raequel Miller, Jamo, McKinley Phipps Jr., Aldreamer Smith)
9. Commercial – 0:31
10. If You Real, Keep It Real – 5:03 (Percy Miller Sr., Vyshonn Miller)
11. Beefing – 3:16 (McKinley Phipps Jr.)
12. We Bust – 3:15 (Michael Wilson, Vyshonn Miller, Dwayne Lawrence, Gary Arnold), Walter Valerio)
13. Thug Girl II – 3:26 (Michael Wilson, Percy Miller Sr., Vyshonn Miller)
14. Life is Serious – 2:50 (Michael Wilson, Percy Miller Sr., Erica Foxx)
15. Them Boyz – 2:26 (McKinley Phipps Jr., Vyshonn Miller, Black Felon)
16. Moving Things – 4:05 (Percy Miller Sr., Erica Foxx)
17. Commercial II – 1:12
18. D-Game – 2:47 (Percy Miller Sr., Michael Wilson, Terrence Thornton)
19. Enemies – 2:13 (Black Felon)
20. Souljas – 3:26 (Percy Miller Sr., Michael Wilson, Snoop Dogg, Eric Collins)
21. No Limit – 2:48 (Awood Johnson Jr.)
22. Say Brah – 3:06 (Percy Miller Sr.)

## Classifiche

### Classifiche settimanali
| Classifica (2000) | Posizione massima |
| ----------------- | ----------------- |
| Stati Uniti       | 2                 |

### Classifiche di fine anno
| Classifica (2000) | Posizione |
| ----------------- | --------- |
| Stati Uniti       | 96        |